# Montezumia insolita
Montezumia insolita är en stekelart som beskrevs av Willink 1982. Montezumia insolita ingår i släktet Montezumia och familjen Eumenidae. Inga underarter finns listade i Catalogue of Life.